# ピナトゥボ山

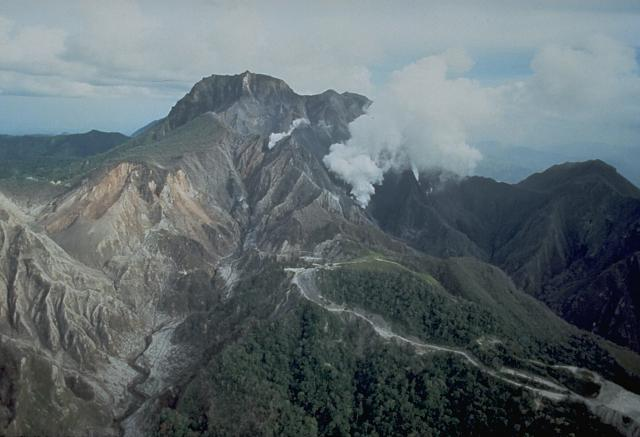
大噴火前のピナトゥボ山
1991年4月

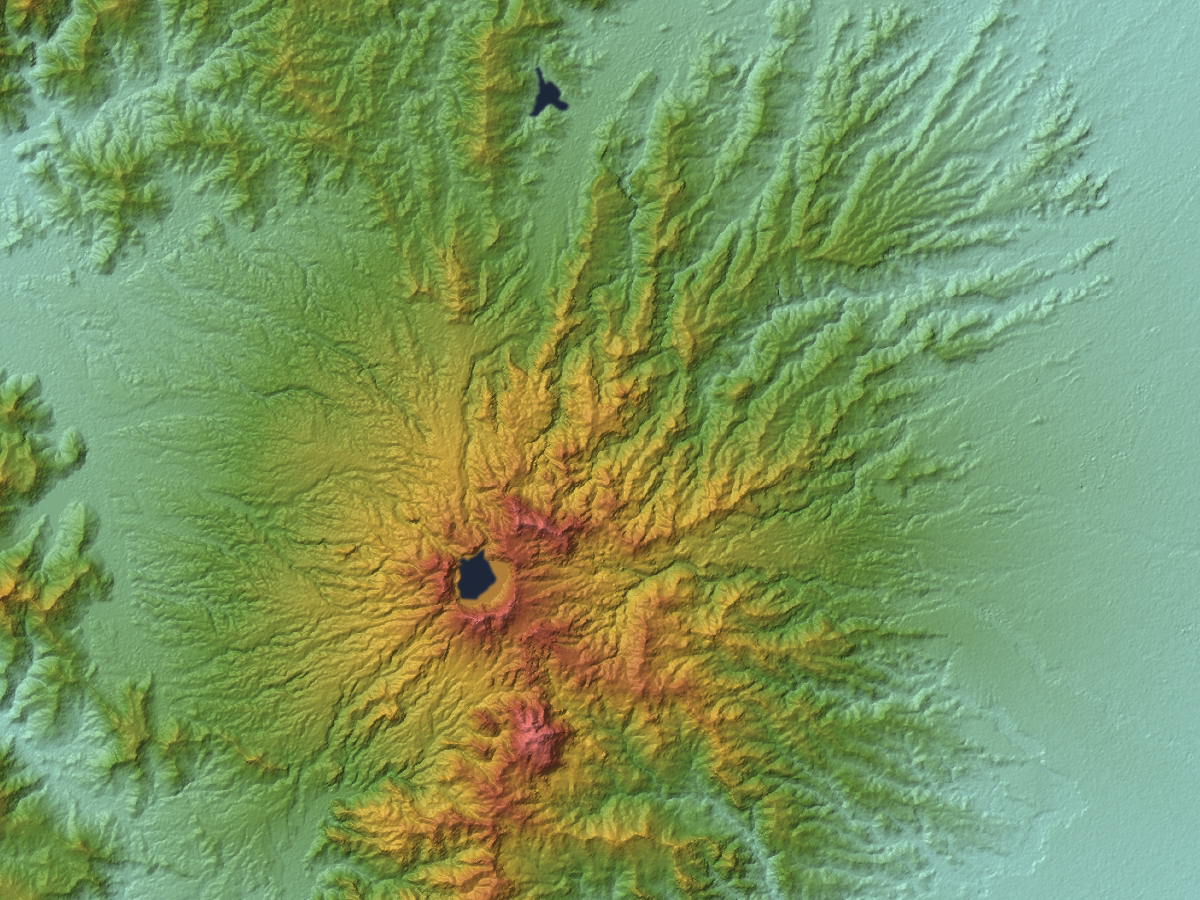
地形図（噴火後）

ピナトゥボ山（ピナトゥボさん、ピナツボ山、Mt. Pinatubo）は、フィリピンのルソン島西側にある火山である。1991年に20世紀に陸上で発生した噴火として最大規模の大噴火を引き起こした。噴火前に1745mあった標高は、噴火後に1486mまで低くなっている。
サンバレス州・バターン州・パンパンガ州の境界上に位置し、マニラから約95km離れている。1991年までは、ひどく侵食を受けた目立たない山だった。密林が山を覆い、先住民・アエタ族の数千もの人口を支えていた。アエタ族は、1565年にスペインがフィリピンを征服したときに、低地から山へ逃れた人々である。
1991年6月の噴火はおよそ400年ぶりに起きたもので、その規模と激しさは20世紀最大級だったが、噴火のピークを予測することに成功して、周辺地域から数万人を避難させ多くの人命が救われた。しかし、周辺地域では火砕流と火山灰に加え、火山堆積物に雨水がしみこんで流動化する火山泥流が発生して、田畑、集落、街を埋没させ、数千戸の家屋が倒壊するなど、周辺の5州におよび、死者847名、行方不明者23名、被害者総数120万人に達する多大な被害を出した。避難がうまく進んだことにより火砕流による死者は意外に少なく、降り積もった火山灰の重みで家屋が倒壊、圧死した者等も多い。火山泥流は噴火後も毎年のように発生し続けている。
噴火の影響は世界中に及んだ。19世紀最大であった1883年のクラカタウの噴火以来の大量の大気エアロゾル粒子が成層圏に放出され、全球規模の硫酸エアロゾル層を形成し何か月も残留した。それにより地球の気温が約0.5℃下がり、オゾン層の破壊も著しく進んだ。

## 概観

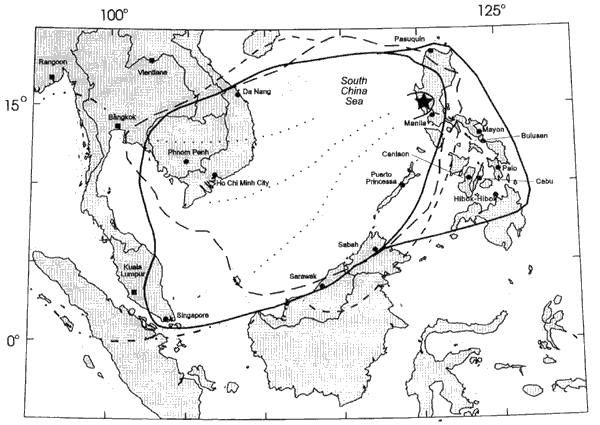
ピナトゥボ山の位置。1991年の噴火で降灰した地域が示されている。

ピナトゥボ山は、ルソン島の西端に連なる火山列の一峰である。このあたりの火山は、フィリピン海プレートがマニラ海溝から西へ向けてユーラシアプレートの下に潜り込むことで形成された、沈み込み帯の火山である。「ピナトゥボ (pinatubo)」とは、タガログ語とサンバル語で「生育させた」という意味である。15世紀に起きた前回の噴火を伝える名前の可能性があるが、地元住民の間に大噴火の言い伝えは無い。
1991年に噴火するまでは、周辺の人々にもほとんど知られていない地味な火山だった。標高が1745mあったが、周囲の台地からの比高は600mほどしかなく、周囲の峰々と比べてもせいぜい200m高いだけだった。そのために、山容の大部分が人の目から閉ざされていた。山の斜面や山麓には、スペイン人の迫害から逃れるために低地を捨てて来たアエタ族が、数世紀にわたって住み着いていた。
ピナトゥボ山の側面には約3万人が、バランガイと呼ばれる自治体や小さな集落を作って生活していた。山と周囲の山頂をほとんど覆い尽くすジャングルが狩猟集団のアエタ族を養った。モンスーン気候がもたらす豊富な降雨量（年間約4,000mm）と肥沃な火山性土の恩恵により、周辺の平地は農耕に適し、多くの人々が米などの主食を栽培した。噴火後も、山から40km以内の土地に約50万人が居住している。人口が集中しているのは、アンヘレス市（15万人）やクラーク空軍基地跡（2万人）などである。
ブカオ川 (Bucao)、サントトーマス川 (Santo Tomas)、マロマ川 (Maloma)、Tanguay 川、Kileng 川など、複数の重要な水系がピナトゥボ山に水源をもつ。噴火以前、流域には貴重な生態系が拡がっていたが、噴火によって大半の渓谷が分厚い火山堆積物の底に埋もれた。それ以降、川は堆積物に塞がれ、谷あいでは頻繁に火山泥流が発生する。

## 地史
ピナトゥボ山周辺には、前回の大噴火に関する伝承が無いように思われるが、1991年には数名のアエタ族から「古老の中に過去に起きた小規模な噴出現象を思い出した者がいる」という報告が寄せられている。ただし、ピナトゥボ山は1991年の噴火以前から地熱地帯として知られており、こういった地域では小規模な水蒸気爆発は珍しくない。火山活動の開始以後、地質学者は初めてこの地域の噴火の変遷を詳細に研究した。この領域の噴火は、大きく2つの時代に分けられる。

### 古期ピナトゥボ山
現在のピナトゥボ山周辺の起伏に富んだ地形の大半が、古期ピナトゥボ山の残滓である。古期ピナトゥボ山は現在の山と位置を概ね同じくし、約1100万年前に活動を始めたと見られている。古期ピナトゥボ山は、残存する山麓部分の傾斜からの推定で、標高2300mに達していた可能性がある。
新期ピナトゥボ山近傍の山には、元々古期ピナトゥボ山を取り巻いていた古い噴気孔に生じた岩栓や溶岩ドームから成るものがある。隣接する峰々も古期ピナトゥボ山の残余で、山の斜面が風雨で侵食されたあとに残った耐食性の高い部分である。
古期ピナトゥボ山の噴火活動は新期ピナトゥボ山ほど激しくなかった。噴火活動が終息したのは、おそらく約4万5000年前である。長い休眠期間のあと、約3万5000年前に始まった噴火活動により新期ピナトゥボ山が誕生した。

### 新期ピナトゥボ山
新期ピナトゥボ山が誕生した際、その噴火史における最大の爆発を引き起こしている。火砕流が山腹のあらゆる方向に流出し、その堆積の厚みは最大100mに及び、噴出物の総量は25km3に達した。マグマ溜まりから大量のマグマを噴出したために、山体が陥没して大きなカルデラが生じている。
それ以後も17,000年前、9,000年前、6,000-5,000年前、3,900-2,300年前に大噴火が起きている。そのすべてが10km3以上の噴出物を出し、周辺地域の大半を火砕流堆積物で覆いつくすほどの巨大噴火だったと考えられている。科学者の見積もりでは、1991年以前の最後の噴火は約500年前に起こったとみられ、それ以後は休眠状態にあった。濃密な熱帯雨林が山腹を覆い尽し、斜面が浸蝕され峡谷が刻み込まれた。

## 1991年の噴火

### 前兆
- 1990年7月16日 ルソン島中央部で1906年のサンフランシスコ地震に匹敵する、マグニチュード7.8のバギオ大地震が発生した。震源はピナトゥボ山の北東約100km。火山学者の中には、これが1991年の噴火の遠因と推測する者もいる[6]が、確固とした証明は不可能である。地震発生の2週間後、火山から蒸気が噴出していると地元民が報告したが、山を調査した科学者は噴火活動ではなく小さな地すべりが原因だと判断した。
- 1991年
  - 3月15日 火山の北西にある村の住民が、地震を断続的に感じ始めた。それから2週間の間に地震は次第に強さを増していき、何らかの異変が迫っている事は明らかであった。
  - 4月2日 火山の山頂直下に1.5kmの亀裂を生じ、そこから水蒸気爆発が発生。その後、小規模な噴出が数週間にわたって続き、周辺で火山灰が降った。地震計は毎日、数百件の火山性微動を検知した。
火山学者たちはすぐに監視装置を設置し、前回の噴火の特徴をつかむべく火山の分析に入った。古い火山堆積物を放射性炭素年代測定にかけると、大規模な爆発的噴火がおよそ5,500年前、3,500年前、500年前の3回起きていたことが判明した。地質図を作成すると、周囲の平地の大部分が過去の噴火の火砕流と火山泥流で形成されたことがわかった。4月と5月を通して、火山活動はますます活発になった。二酸化硫黄放出量の測定では、5月13日には1日あたり500トンだったのが、5月28日には1日あたり5,000トンにまで急増していた。
  - 5月26日 初めて噴気孔のすぐ近くを震源とする地震が起きた。これらは新しいマグマが火山の直下で上昇してきていることを示唆している。
  - 5月28日以降、二酸化硫黄の放出量が急激に下がり、何らかの原因でマグマからのガス放出が妨げられている恐れが高まった。これはマグマ溜まり内の圧力上昇につながり、爆発的な噴火が起きる可能性が高いことを示していた。
  - 6月3日 最初のマグマ性噴火。
  - 6月7日 最初の大爆発が起こり、高さ7000m以上の噴煙が立ち上った。

### 避難
大噴火が迫っていることを示すありとあらゆる徴候を前にして、レイモンド・プノンバヤン所長率いるフィリピン火山地震研究所 (PHIVOLCS) とクリス・ニューホール率いるアメリカ地質調査所 (USGS) から派遣された調査チームにより、山頂からの距離に応じて3つの避難地域が指定された。火山の頂上から10km以内の全域を含む最奥地、10kmから20kmの地域、20kmから40kmの地域（アンヘレス市とクラーク空軍基地はこの地域）である。10km以内と10-20km地域の総人口は約4万人、20-40km地域には約33万1千人が居住していた。火山警報として、レベル1（差し迫った噴火の心配はない）からレベル5（大噴火継続中）までの5段階が設定された。警報レベルと危険地域は毎日発表され、その情報は主要全国紙・地方紙・ラジオ・テレビ・NGOによって報じられた。
4月に最初の爆発が始まった時点で、山の斜面に住むアエタ族の多くは自発的に村を去り、山頂から約12km離れた村の一つに集まった。爆発の規模が大きくなるにつれ、次々に遠くの村へと移動した。
- 4月7日 10km地域に対して初の公式な避難命令が下された。
- 6月5日 警報レベル 3（2週間以内に大噴火の可能性あり）に変更。
- 6月7日 警報レベル 4（24時間以内に大噴火の可能性あり）に変更。10-20km地域が避難の対象となった。
- 6月9日には警報レベルが5になり、20-40km地域からの避難が開始された。対象者は20万人だった。
- 6月15日までに、火山から30km以内の地域にいた6万人すべてが退去した。多くの市民が一時的にマニラとケソンに移住し、約3万人が避難所として割り当てられたケソン市のアモラント・スタジアムに居を構えた。
- 6月10日 クラーク空軍基地に避難命令が発せられ、司令官以下必要最小限の人員だけを残して他の将兵と家族約1万4500人はスービック海軍基地に避難した。

### 激化

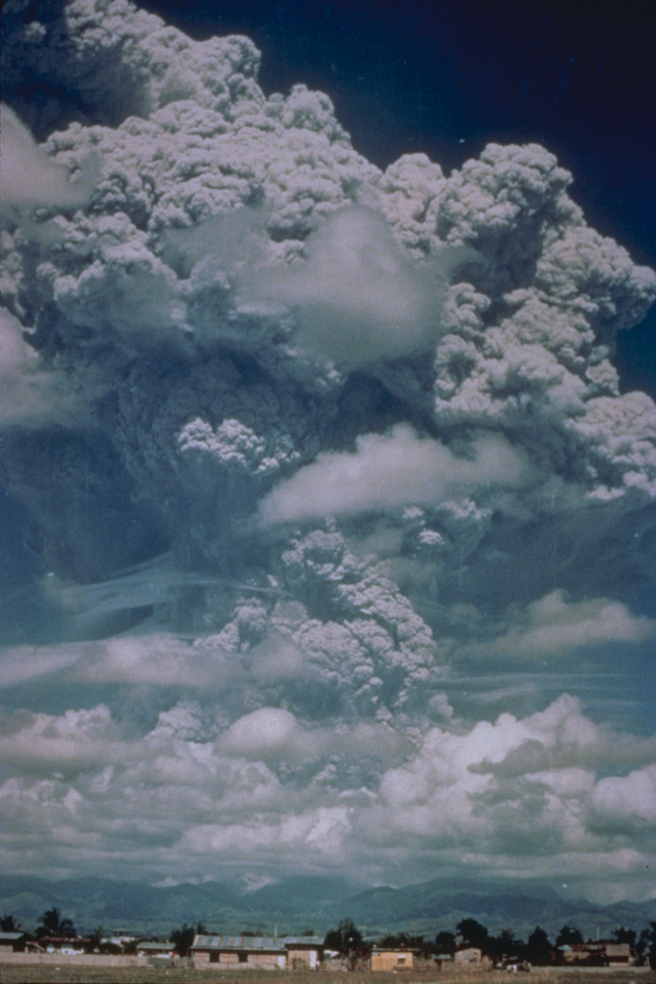
6月12日

- 6月初旬 傾斜計が火山の膨張を示した。火口の下にあるマグマの増大が原因であることは明白だった。同時に、以前は山頂から北西約5kmの地下数kmに集中していた震源が、山頂直下の浅部に移動した。
- 6月7日 最初のマグマ性噴火で山頂に溶岩ドームが形成された。溶岩ドームはそれから5日間で成長し、直径が最大約200m、高さが最大40mに達した。
- 6月12日3時41分 小規模な爆発を皮切りに、噴火はより激しさを増した。8時50分頃から大爆発が約30分間続き、噴煙はすぐに高度19kmに達し、いくつかの谷筋で火砕流が発生し山頂から4kmの地点まで達した。23時頃、爆発が15分間続き、火山灰が高度24kmまで噴き上げられた。噴煙の中で火山灰が摩擦を起こし火山雷が発生した。
- 6月13日 弱い地震が2時間続いたあとの8時41分に、3回目の大噴火が始まった。噴火は約5分間続き、噴煙はまたしても高度24kmに達した。3時間の沈黙の後、地震活動がはじまり、24時間で激しくなっていった。
- 6月14日13時9分 噴火が始まり、それが3分続き噴煙が高度21kmに達するとともに地震も終息した。

この4つの大噴火によって、火山砕石物が火山南西の広範囲に降り積もった。4回目の大噴火が治まってから2時間後、一続きの噴火が始まり24時間続いた。大規模な火砕流や火砕サージが発生して山の斜面の峡谷沿いに何キロも流れ下った。火砕流は、20ｋｍまで達し、麓の村々は焼かれた。

### 絶頂

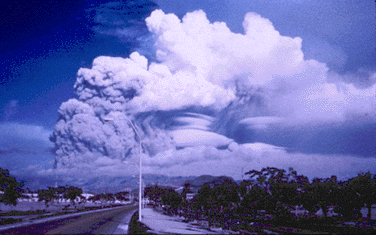
6月15日

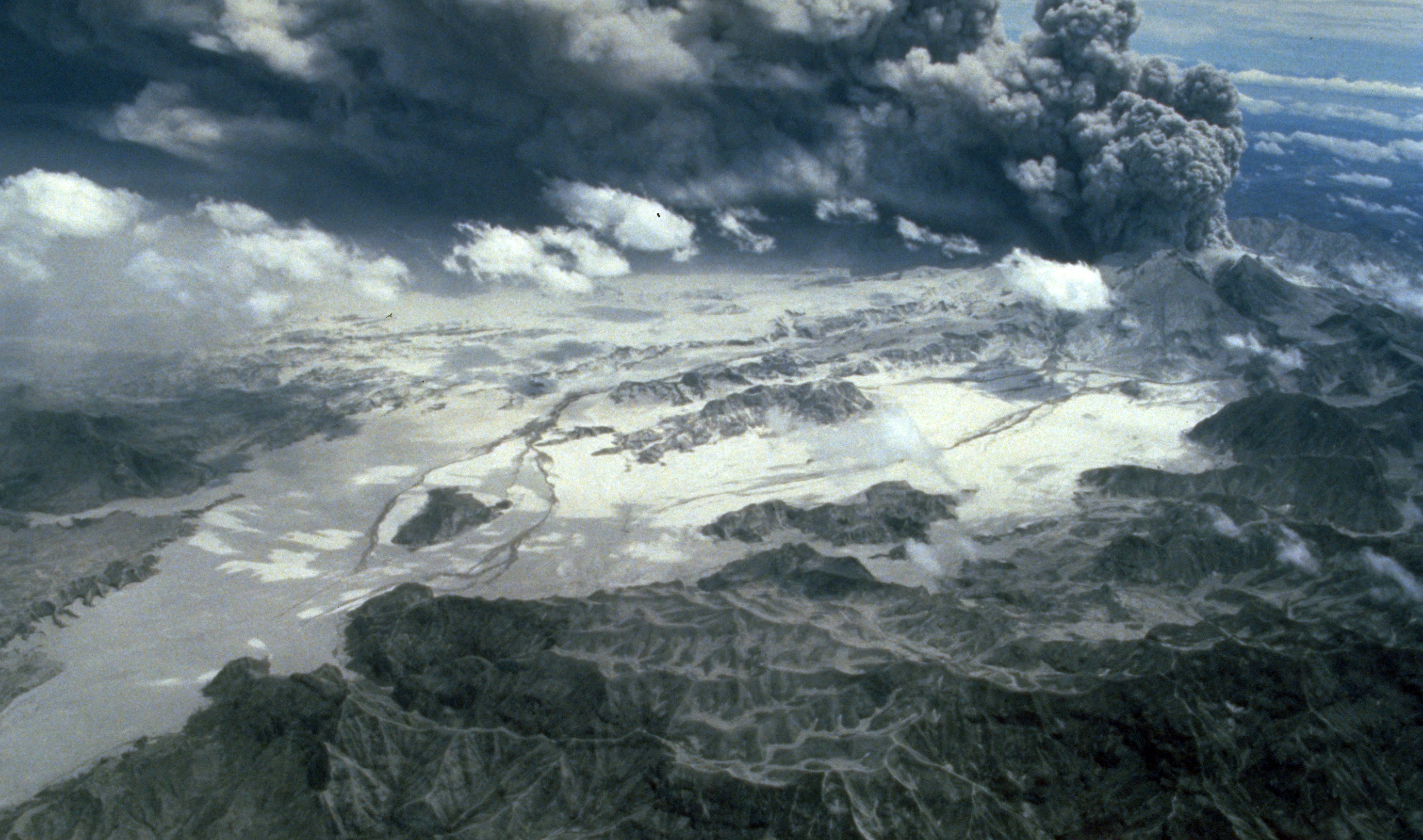
6月29日、火砕流の堆積物で埋められた谷

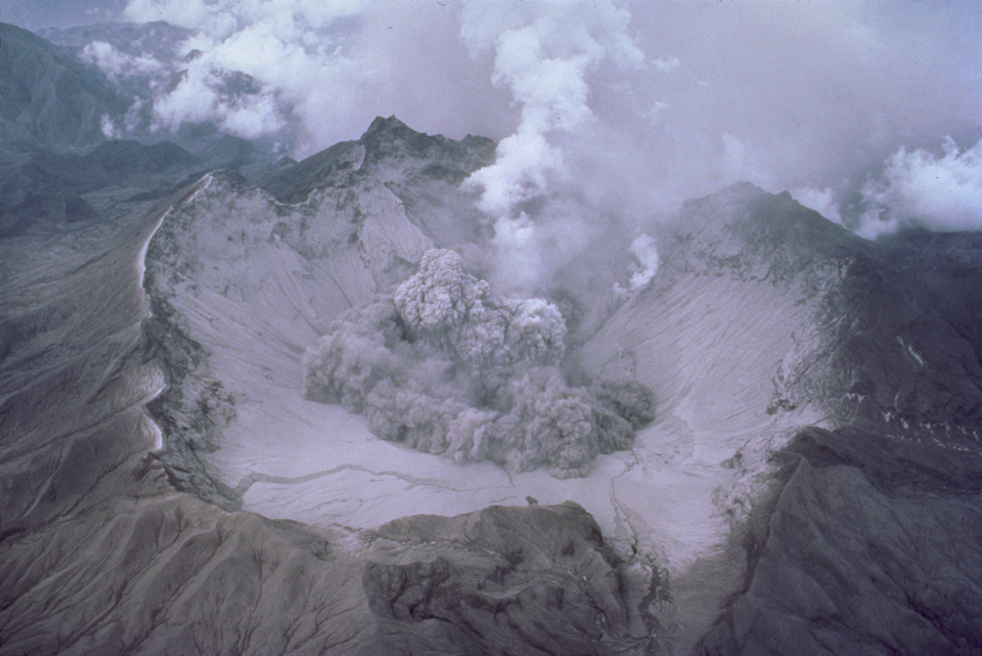
8月1日の山頂カルデラ

6月15日、噴火は絶頂を迎えた。台風第5号 (YUNYA) が接近する中で早朝から噴火が繰り返され、雨に混じってゴルフボール大の軽石が降り注いだ。13時42分に始まった大きな揺れは、クラーク空軍基地のすべての地震計の針を振り切った。マニラでも地震が続いた。火砕物の混濁流のために、14時30分までにすべての地震計が計測不能に陥った。また、強烈な空振が記録されている。
火山の北75km近辺を通過した台風による雨で噴火の目視観察は不可能だったが、センサの示すところ、噴火のピークは3時間ほど続き、火山灰が高度40kmまで噴き上げられた。火砕流が山頂から16km流下し、台風の豪雨が降り積もった火山灰に染み込んで大規模な火山泥流（ラハール）を引き起こした。まさに、プリニー式噴火である。
火山灰からなる雲は、125,000 km2もの面積をおおい、ルソン島中心部の大部分が闇に包まれた。島のほぼ全域で火山灰が降り、水を吸って重量を増し雪のような状態で一面をおおった。南シナ海一円で火砕物が降り、降灰はベトナム、カンボジア、マレーシアにまで及んだ。
噴火のピークに至った9時間後の22時30分頃には、空振は噴火前のレベルにまで落ちていた。この時の地震の記録は存在しないが、火山学者は22時30分に噴火のピークが終わったと考えている。

### 余波
噴出物（火砕物・火砕流の堆積物）の総量は約10km3。これは1912年のアラスカ州のノヴァラプタ山以来の大噴火で、1980年のセント・ヘレンズ山の約10倍にあたる。噴出物はマグマより希薄なので、マグマで換算すると約4km3に相当する。この大噴火の火山爆発指数は6である。山頂があったところは、差し渡し2.5kmのカルデラになった。外輪山の最高点は標高1,485mで、噴火以前より259m低くなっている。堆積した噴出物の厚さは最大200mにも達し、場所によっては噴火から3年余り経ってからも二次的な水蒸気爆発が起きるほど高温だった。
噴火による死者847名の死因の多くは濡れた火山灰の重さによる屋根の崩壊によるものであったが、噴火と同時に到来した台風による雨水が堆積した火山灰に染み込み重さを増したために被害が拡大した。しかしながら噴火前の避難指示は結果的に数万人の命を救い、火山学と噴火予知の偉大な成功として認められている。
だが噴火の沈静後も、毎年のように雨季になると火山泥流が発生して数千人が避難している。また、避難所の不衛生な環境により数百名が死亡した。地域の農業は噴火の影響で数百km2もの耕地が不毛と化し、数千人に及ぶ農民の生活基盤が破壊され、大打撃を受けることとなった。
この地域には、米比相互防衛条約に基づく大きな米軍基地が2つ存在していた。火山の南西75kmのスービック海軍基地と、東40kmのクラーク空軍基地である。2つ共が噴火により大きな被害を受け、そのまま放棄された。
1991年の噴火はその大きさと激しさにおいて20世紀最大級だったが、地質学者が発見した過去の噴火に比べると小規模なものである。複数の証拠によると、ピナトゥボ山の噴火は段々と弱くなってきているようだが、立証はされていない。

### 社会・経済への影響
ピナトゥボ山の噴火は、周辺地域の経済発展を著しく阻害した。広範に損害を受けた建物とインフラの復旧には数十億ペソの費用がかかり、噴火後の火山泥流を制御するための堤防やダムの建設にさらなる経費がかかった。防災工事の一部は、日本国政府からの政府開発援助で行われている。
総計で364ものコミュニティの2100万人が、噴火の影響で生活基盤と家屋を損傷・破壊された。全壊家屋は7000戸を越え、さらに7万3000戸が損傷を受けた。こういったコミュニティへの被害に加えて、火山周辺の道路と交通機関が火砕流と火山泥流により損傷・破壊を被っている。インフラストラクチャーの修復にかかる費用は38億ペソと見積もられた。地上で被害を受けたり飛行中に火山灰を吸い込んでエンジントラブルを起こした航空機も多く、それらの損害の合計額は1億米ドルを越える。
多くの森林再生事業が噴火で頓挫し、合計で150km2の面積が被害を受け、被害額は1億2500万ペソに上る。農業被害も極めて深刻で、800km2（20万エーカー）の稲作地帯が破壊され、約80万頭の家畜と家禽が死んだ。農業の被害額は15億ペソと見積もられた。
医療施設の損傷と、避難所での病気の蔓延のために、噴火から数か月の間、死亡率が大きく跳ね上がった。学校が破壊され、数千人の児童教育が中断した。ピナトゥボ山周辺の地域内総生産は国内総生産（GDP）の約10%を占め、噴火以前は毎年5%ずつ成長していたが、1990年から1991年にかけて3%以上下落した。

### 全世界への影響

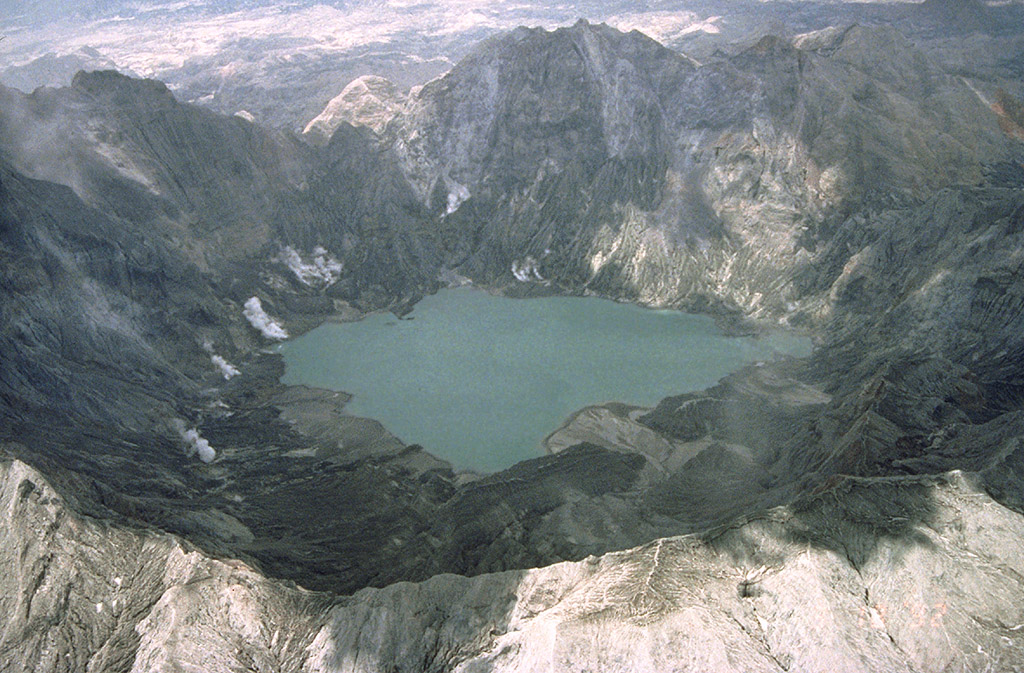
ピナトゥボ山の火口カルデラ湖（1992年）

大量の溶岩と火山灰を噴出した大噴火によって、成層圏に大量のエアロゾルと塵埃が放出された。成層圏で酸化した二酸化硫黄が作り出す硫酸エアロゾルは、噴火から一年をかけて成層圏をゆっくりと拡散していった。成層圏へのエアロゾル注入は、1883年のクラカタウの噴火以来の規模で、二酸化硫黄の量は約1700万トンと見積もられている。現代の観測機器で測定された中では最大の量である（チャートと図を参照のこと）。
成層圏へのエアロゾルの大量放出の結果、地表に達する太陽光が最大で5%減少した。北半球の平均気温が0.5から0.6℃下がり、地球全体で約0.4℃下がった。同時に、エアロゾルが輻射を吸収して成層圏の温度が通常より数℃上昇した。噴火で作られた成層圏の雲は、3年間も大気中に残存した。1993年、北半球は冷夏に見舞われ、日本においては「平成の米騒動」と呼ばれる戦後最悪の凶作となった。
噴火はオゾンレベルに重大な影響を与え、オゾン層の破壊率が大幅に上がった。中緯度のオゾンレベルは最低を記録し、1992年の南半球の冬季には、南極上空のオゾンホールが過去最大の大きさになり、オゾン層破壊の最高速度を記録した。1991年のチリのハドソン山の噴火も南半球のオゾン層破壊に影響した。ピナトゥボ山とハドソン山それぞれのエアロゾル雲が圏界面に到達した際、オゾンレベルの急低下が観測された。
成層圏の塵埃によって、顕著な影響がもうひとつ見られた。月食の見掛けへの影響である。通常は半分の食であっても暗いとはいえ目に見えるが、噴火後は火山灰が太陽光を吸収するため、食の間は通常の月食に比べて暗く、見えにくかった。

## 1991年以降

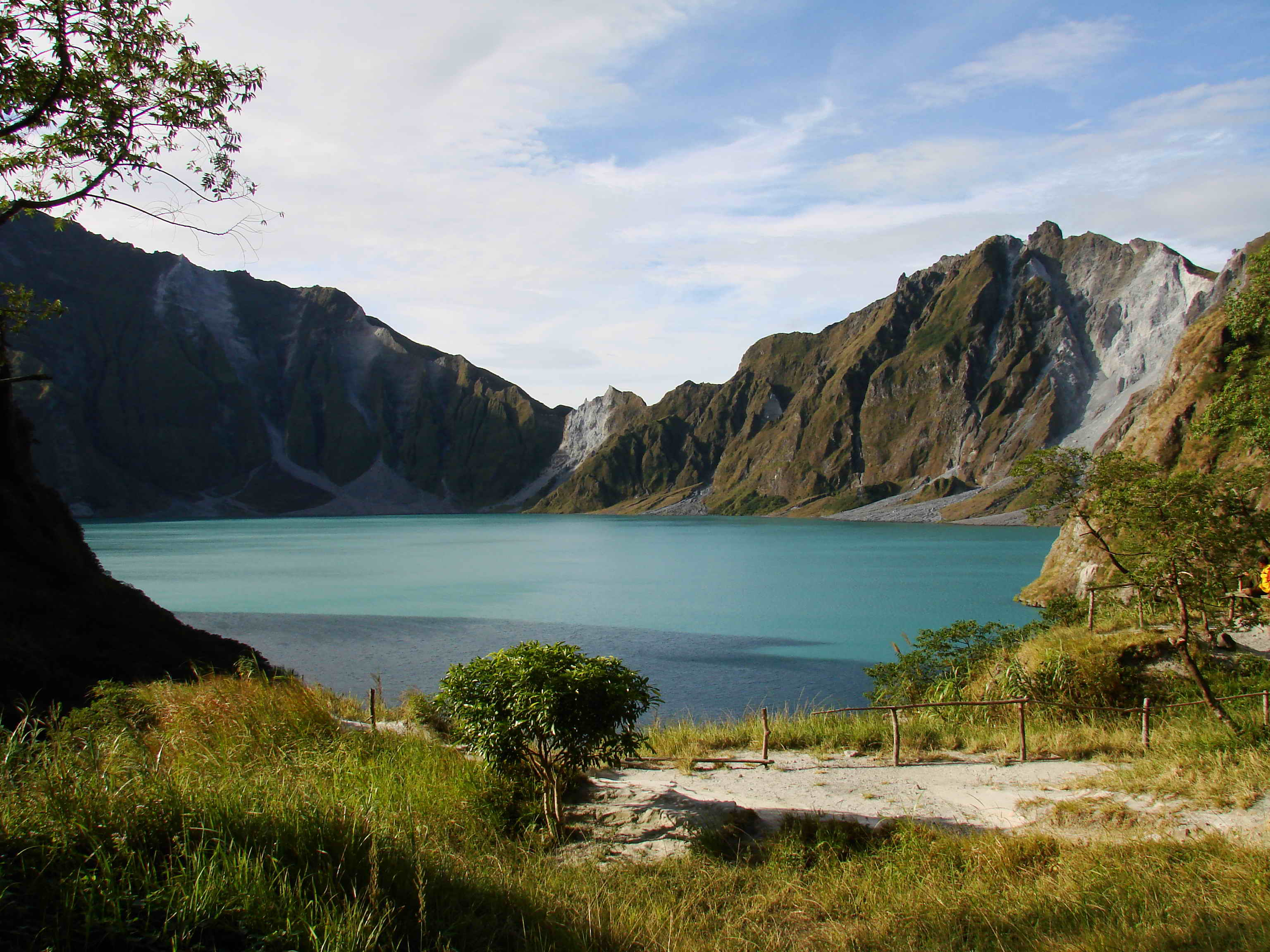
ピナトゥボ山のカルデラ湖（2008年）

噴火が絶頂を迎えた1991年6月15日以降も、火山活動は非常に低レベルながら継続した。1991年8月まで火山灰の噴出が絶え間無く続き、散発的な噴出がさらに1か月間続いた。低レベルの火山活動は、1992年7月にカルデラ内で溶岩ドームが成長しはじめるまで続いた。
この溶岩ドームは、1991年の噴火後に地表近くのマグマ溜まりに残っていた溶岩で作られたのではなく、火口の真下深くのマグマ溜まりから噴出した新しい溶岩で作られたのだと考えられた。そのため火山学者は、再び激しい噴火が起こるのではないかと危惧し、いくつかの地域では実際に避難が行われた。しかしながら、激しい噴火は起こっていない。おそらく、地下深くから火山ガスが抜けたことで、溶岩が地表に達するだけの爆発力が弱まったためだろう。1992年以来、火山は眠り続けている。
噴火の被害を最も受けたのはアエタ族である。火砕物と火山泥流の堆積で多くの村が壊滅し、アエタ族は以前の生活に戻れなくなった。火山の周辺領域に対して安全宣言が出され、立ち入り制限が解除されると、破壊を免れた村の住人は村に戻ったが、多くの人々は政府が作った再定住地に移住することとなった。こういった場所の環境は劣悪で、世帯ごとに耕作に向かないわずかな土地が与えられるだけである。多くのアエタ族が低地の農民のもと臨時雇用されることとなった。アエタ族社会はばらばらになり、低地の文化に依存し溶け込んでいった。
噴火が終息した後、1991年のカルデラ内に湖が誕生し、1992年には溶岩ドームが島を形成した。当初このカルデラ湖は小さく、水温は約40℃という高温で、pH2という高い酸性だったが、時間とともに冷やされ、雨によって希釈されたため、2003年までに水温は26℃に下がり、pHは5.5に上がった。
カルデラ湖の水深は1か月に平均で1mずつ増していた。2001年9月、カルデラ壁が不安定である懸念が高まり、フィリピン政府は湖の排水制御を命じた。誤って洪水になった場合に備えて周辺地域から9,000人が避難させられた。作業員はカルデラ壁の縁を5m削り、湖のおよそ4分の1を排水することに成功した。
2021年 11月30日 水蒸気爆発が発生し噴煙は高度約1万4000ｍまで上昇した。